# 阿尔德亚克马达
阿尔德亚克马达，是西班牙安达卢西亚自治区哈恩省的一个市镇。总面积120平方公里，总人口576人（2001年），人口密度5人/平方公里。